# Морнар Попај
Морнар Попај (енгл. Popeye the Sailor) је цртани јунак из истоименог цртаног филма и стрипа креиран од стране Елзи Крислер Сигара (енгл. Elzie Crisler Segar).
Лик морнара Попаја створио је Елзи Kрислер Сигар 1919. године за рекламне потребе једне фабрике спанаћа. Тек десет година касније, 1929. године, лик морнара Попаја је уведен у стрип, али је одмах стекао велику популарност, а звезда је постао захваљујући браћи Флајшер који су направили цртани филм.

## Стрип о морнару Попају
Морнар Попај се први пут појавио у новинском стрипу „Кинг фичерс“ 17. јануара 1929. године, тако што га је амерички цртач стрипова Елзи Крислер Сигар увео као нови лик у свој већ деценију стар стрип „Позориште у напрску“. Наиме, у том стрипу, главни јунак Кастор са својим другом Хамом се упутио на прекоокеанско путовање и обратио човеку у морнарском оделу са тетоважом сидра на руци речима „Хеј ти! Је си ли ти морнар?“. Попај је одговорио „Јесил мислијо да сам каубој“ повлачећи дим из морнарске луле и жмурећи на једно око. Од тог тренутка је постао саставни део стрипа „Позоришта у напрску“.
Непуних годину после појаве Попаја, Хам је полако избачен из стрипа, а Попај је уједно постао Оливин драги. Олива је додата као Касторова сестра још крајем 1919. године. Пера Ждера и Баџа (у неким преводима Кврга) појавили су се 1932. године, док се Кића по неким изворима појавио 1933. године, а по другим 1936. године. Нова звезда је стрипа је створила потребу за новим именом, те је „Позориште у напрску“ променило име у „Попај“.
Елзи Крислер Сигар је умро 1938. године у време највеће популарности морнара Попаја, па су рад на лику наставили други стрип-цртачи: Џо Мјузијел, Бела Забољ и Бад Сегендон.

## Појављивање у цртаном филму
Своју филмску премијеру Попај је имао у филму „Бети Буп среће морнара Попаја“ (1933). Филм је такође приказао и песму о морнару Попају. Исте године Флечер студио је снимио дугометражни цртани филм „Ја сам што сам“ (енгл. I Yam What I Yam), са Попајем у главној улози. Када је Парамаунт студио преузео Флечер студио, и кад су се браћа Флечер повукла из студија, Парамаунт је 1942. године преименовао у „Фејмес студио“ (енгл. Famous Studios). Иако је наставио са снимањем цртаних филмова о Попају, никада није постигао квалитет као Флечер студио.

## Појављивање на телевизији
Фејмес студио је до 1957. године успео да сними 228 цртаних филмова, а цео пакет те године је почео да се приказује на телевизији. Током шездесетих година, када је Кинг Фичурс Синдикејт многи студији у свету су почели масовно да производе цртане филмове о Попају, са различитим квалитетом. Од 1978 до 1983, Хана-Барбера студио је почео да производи цртани филм о Попају пратећи Сигаров стрип. Познаваоци цртаних филмова тврде да је то довело до разводњавања лика Попаја, и сматрају да су цртани филмови о Попају из периода Флечер студија најбољи. На југословенској државној телевизији, од 1970-их до 1990-их година, такође су приказивани цртани филмови о пустоловинама Морнара Попаја.

## Појављивање на кућном видеу и DVD-у
Покушај Јунајтед артиста да 1983. године сакупи и објави серијал цртаних филмова о Попају на видео-касетама зауставили су из Кинг фичерса, због ауторских права Флечер студија и Фејмес студија. Развојем телевизије и кућног видеа, појавили су се бројни цртани филмови о Попају на видео-касетама, а касније и на видео-дисковима. Екипа Тарнер ентертејмента је пронашла серијал цртаних филмова о Попају из 1950-их година, али је било потребно двадесетак година да постигну договор о објављивању истих.
Кинг фичерс су се 2004. одлучили да издају серијал цртаних филмова о Попају из 1960-их година на видео-диску. Ворнер брадерс је постигао договор око ауторских права 2006. године, и објавио DVD издање цртаних филмова о Попају из периода од 1933. до 1957.

## Појављивање на радију
Морнар Попај је се од 1935. до 1938. појављивао и на америчким радио-станицама. Гласове цртаних јунака су позајмили чланови екипе Кинг Фичерс студија.

## Радња
Већина епизода се заснива на Попајевој одбрани Оливе од Баџе. Баџа обично покушава да заведе или просто отме Оливу од Попаја. Олива се понаша наивно и наседа на његову игру, али када Баџа постане груб, она дозива Попаја у помоћ. Када Попај не успе да победи Баџу, он по правилу посеже за спанаћем.
Спанаћ Попају даје невероватну снагу, и свака епизода мора у једном тренутку да садржи сцену у којој Попај, кад је у највећој невољи, вади спанаћ у конзерви, једе га и побеђује свог противника (обично Баџу). Конзерву увек отвара на неки иновативан начин, попут млаза из луле који сече конзерву, или неког другог средства које се нађе у близини.
У многим другим епизодама, међутим, појављују се различити непријатељи Попаја, попут митских бића, великих животиња, ликова из бајки, па чак и, у неким епизодама из периода Другог светског рата, нацисти који нападају Уједињено Краљевство.

## Појављивање на филму
Филм „Попај“ је снимљен 1980. године. Режирао га је Роберт Алтман, а Попаја је глумио Робин Вилијамс. Оливу је глумила Шели Дувал, а улога Баџе је поверена Полу Смиту. Снимљен је у стилу акционог мјузикла. Глумац, писац и бивши Флечеров аниматор, Џек Мерсер је тумачио глас у уводном делу са анимираним Попајем.

## Ликови из стрипа и из цртаног филма
- Олива
- Кастор (Оливин брат)
- Кол Оил (Оливин отац)
- Нана Оил (Оливина мајка)
- Хам Грејви (Харолд Хамгрејви, Оливин први момак)
- Морнар Попај
- Морска вештица
- Лешинари Морске вештице, (посебно Бернард)
- Пера Ждера
- Џорџ Гизил, (локални обућар који мрзи Перу Ждеру)
- Раф Хаус (кувар који поседује истоимени ресторан)
- Кића (Попајево усвојено дете у стриповима, а Оливин рођак у цртаним филмовима)
- Краљ Блозо
- Тоар
- Баџа
- Силеџије, (посебно силеџија Алис)
- Папи (Попајев 99-годишњи давно изгубљени отац, такође морнар)
- Јуџин
- Бил Барнакл (морнар - колега)
- Оскар
- Дудуле (син од породичног пријатеља)
- Бака (Попајева баба и Папијева мајка)
- Бернис
- O. Г. Каквоносић

## Ликови само из цртаног филма
- Пипи, Пупи, Попи, Пепи (Попајеви сестрићи иначе идентични близанци)
- Кратки (Попајев колега морнар три цртана филма Фејмес студија из Другог светског рата)
- Дизел Ојл (Оливина рођака, охоло дериште, појављује се у три цртана филма Кинг Фичерса из 1960)
- Попај млађи (Син Попаја и Оливе, ексклузив за серију Попај и син)

### Клубови обожавалаца
- Званични сајт обожавалаца Морнара Попаја